# Болярско
Болярско (болг. Болярско) — село в Болгарии. Находится в Ямболской области, входит в общину Тунджа. Население составляет 402 человека.

## Политическая ситуация
В местном кметстве Болярско, в состав которого входит Болярско, должность кмета (старосты) исполняет Донка Петрова Атанасова (коалиция в составе 2 партий: Болгарская социалистическая партия (БСП) и Болгарская социал-демократия (БСД)) по результатам выборов.
Кмет (мэр) общины Тунджа — Георги Стоянов Георгиев (коалиция в составе 2 партий: Болгарская социалистическая партия (БСП) и Болгарская социал-демократия (БСД)) по результатам выборов.